# Hermann Wohlfarth
Hermann Wohlfarth (* 22. Oktober 1847 in Hettstedt; † 15. Februar 1926 in Hanau) war ein deutscher Bauingenieur und Mitglied des Preußischen Abgeordnetenhauses.

## Leben
Nach dem Studium für Bauingenieurwesen wurde Hermann Wohlfahrth im Jahre 1880 Regierungsbaukommissar und später Landesbauinspektor in Hanau.
Er betätigte sich kommunalpolitisch, trat der Nationalliberalen Partei bei und wurde Stadtverordneter in Hanau.
Von 1912 bis 1918 hatte er ein Mandat für das Preußische Abgeordnetenhaus, gewählt in einer Nachwahl am 17. November 1911 im Wahlkreis Kassel 14.
Bei der Reichstagswahl 1912 kandidierte er erfolglos für die Nationalliberalen im Wahlkreis Kassel 8 (Hanau-Stadt, Hanau-Land, Gelnhausen und Frankfurt-Land).
Wohlfahrth blieb bis 1918 in dem Parlament. 